# Марко Томичевич
Ма́рко Томи́чевич (серб. : вуковиця Марко Томићевић, гаєвиця Marko Tomićević; нар. 19 квітня 1990, Бечей) — сербський спортсмен-веслувальник, що спеціалізується на спринті.

## Участь у міжнародних змаганнях
На Середземноморських іграх 2009 у Пескарі взяв участь у перегонах байдарок-одиночок на дистанції 1000 м, де виграв срібляну медаль.
На Олімпіаді 2016 у Ріо-де-Жанейро взяв участь одразу в двох змаганнях: у перегонах байдарок-двійок на дистанції 1000 м у парі з Миленком Зоричем і в перегонах байдарок-четвірок на дистанції 1000 м у складі сербської команди, куди окрім нього також входили Миленко Зорич, Деян Пажич і Владимир Торубаров. На першому змаганні сербська пара завоювала срібляні медалі. У другому змаганні сербським спортсменам вдалося посісти лише восьме місце у фіналі «А».